# بخش واشینگتن (شهرستان وارن، اوهایو)
بخش واشینگتن (به انگلیسی: Washington Township) یک منطقهٔ مسکونی در ایالات متحده آمریکا است که در شهرستان وارن، اوهایو واقع شده‌است.
 بخش واشینگتن ۸۹٫۱ کیلومتر مربع مساحت و ۱٬۸۵۵ نفر جمعیت دارد و ۲۹۳ متر بالاتر از سطح دریا واقع شده‌است.